# Tomoya Kanamori
Tomoya Kanamori (japanisch 金守 智哉 Kanamori Tomoya; * 2. April 1982 in der Präfektur Mie) ist ein ehemaliger japanischer Fußballspieler.

## Karriere
Kanamori erlernte das Fußballspielen in der Schulmannschaft der Yokkaichi Chuo Technical High School. Seinen ersten Vertrag unterschrieb er 2001 bei den Ōita Trinita. Der Verein spielte in der zweithöchsten Liga des Landes, der J2 League. 2002 wurde er mit dem Verein Meister der J2 League und stieg in die J1 League auf. Im Oktober 2003 wurde er an den Okinawa Kariyushi FC ausgeliehen. 2004 kehrte er zu Ōita Trinita zurück. Im Oktober 2004 wechselte er zum Drittligisten Ehime FC. 2005 wurde er mit dem Verein Meister der Japan Football League und stieg in die J2 League auf. Für den Verein absolvierte er 196 Ligaspiele. Ende 2011 beendete er seine Karriere als Fußballspieler.